# احتلال جامايكا (1655)
غزو جامايكا هو حملة برمائية على يد الإنجليز في منطقة الكاريبي عام 1655، التي أدت إلى الاستيلاء على الجزيرة من إسبانيا. كانت جامايكا الإسبانية قبل ذلك مستعمرة لإسبانيا لأكثر من مئة عام. كان الاستيلاء على جامايكا ذريعة حرب أدت إلى حرب حقيقية بين إنجلترا وإسبانيا في 1655. وأصبحت تُعرف باسم مستعمرة جامايكا خلال الفترة التالية من تاريخ الجزيرة.

## خلفية
انضم الكومنولث الإنكليزي عام 1655 إلى فرنسا في حربها ضد إسبانيا. فساعدت فرقة إنجليزية المارشال توريني في القارة (الأوروبية) على هزيمة الإسبان في معركة الكثبان. ولكن في البحار والمستعمرات وجه الكومنولث الإنجليزي جهوده الكبرى ضد إسبانيا.
أبحر الأميرال وليام بن في 31 مارس 1655 من باربادوس في جزر الهند الغربية بأسطول يتألف من 17 سفينة حربية و20 وسيلة نقل تحمل 325 مدفعًا، و1145 بحارًا، و1830 جنديًا. وعُزز بوحدات من المستعمرات الإنجليزية الهندية الغربية الأخرى بأكثر 8000 شخص، تمكن بن من إرساء 4000 رجل تحت قيادة الجنرال روبرت فينابلز بالقرب من سانتو دومينغو في 13 أبريل.
عانت القوات الإنجليزية من نكسات مستمرة على أيدي الزنوج والمولاتوس خلال زحفهم نحو سانتو دومينغو. وعانت من قصف مدفعي إسباني طوال ليلة 25 أبريل حتى صباح اليوم التالي. وكان الهجوم كارثيًا للإنجليز لدرجة أنه دحر القوات وأعادها إلى سفنها.
وجهت الحملة الإنجليزية بقيادة بن وفينابلز بعد فشلها في سانتو دومينغو، احتمال التراجع والهزيمة إلى أوليفر كرومويل. لذا قرر الزعماء الإنجليز محاولة الاستيلاء على جامايكا. كانت دفاعات الجزيرة قليلة، وكان عدد المستوطنين الإسبان في هذه الفترة يزيد قليلًا عن 1500 رجل وامرأة وطفل. وكان بن القائد البحري الإنجليزي قد فقد ثقته بضباط وحدات الجيش المرافقة له بعد حصار سانتو دومينغو، وتولى القيادة الكلية للقوة الإنجليزية.

## الاحتلال
في صباح الأربعاء، الموافق للتاسع من مايو، رأينا جزيرة جاميكا، وهي أرض مرتفعة جدًا وبعيدة. رسا جنودنا البالغ عددهم 7000 جندي (دون الفوج البحري) في ثلاثة حصون يوم الأربعاء الموافق للعاشر من مايو. من رسالة جندي مشارك في غزو إنجلترا لجامايكا عام 1655. 
شاهد مستوطنان إسبان في 19 مايو أسطولًا ضخمًا أثناء دورانه حول بوينت مورانت، وحذرا الحاكم الإسباني خوان راميريز دي أريلانو. كان الحاكم والسكان غير مستعدين أبدًا وكان عليهم أن يزودوا الجنود لإنشاء ما استطاعوا من تحصينات. اخترق الإنجليز فجر يوم 21 مايو المياه الضحلة لخليج كاغوايا (الذي يدعى الآن خليج كاغواي في باسج فورت). انتقل وليام بن من سفينته المزودة بستين سلاح (سويفشور) إلى قادس (سفينة شراعية كبيرة ذات مجاذيف) أخف، محملًا باثني عشر سلاحًا يدعى مارتن وقاد أسطولًا صغيرًا من المراكب.
استخدمت المراكب الصغيرة؛ لأن الخليج كان ضحلًا للغاية، جنحت بعض مراكب الأسطول الصغير -بما في ذلك مارتن- لمدة قصيرة قبل التحرك. وسرعان ما بدأ تبادل إطلاق النار بين الإنجليز والمدفعية التي غطت المرسى الداخلي. قاد فرانسيسكو دي برونزا (صاحب مزرعة محلي) بعض المدافعين غير المتمرسين، ولكنهم سرعان ما تخلوا عن الهجوم. ثم أنزل بن فريقه وتقدم ستة أميال إلى سانتياغو دي لا فيغا، التي اجتاحها بسهولة. احتل بن البلدة ثم ألزم راميريز المهزوم على طلب المفاوضة. نزل فينابلز رغم مرضه إلى الشاطئ في 25 مايو لإملاء الشروط. وأبلغ راميريز أن الجزيرة ستضم  إلى كومنولث إنجلترا بشكل دائم، وعلى السكان مغادرة الجزيرة في غضون أسبوعين، تحت تهديد الموت. ماطل راميريز لمدة يومين، ولكنه وقع في النهاية على الإتفاق في 27 مايو، وأبحر بعد ذلك إلى كامبيتشي، وتوفي في الطريق.
لكن لم يعترف جميع السكان الإسبان بهذا الإتفاق. بعد إجلاء العديد من غير المقاتلين من شمال جامايكا إلى كوبا، أنشأت مايستري دي كامبو دي بروينزا مقره الرئيس في مدينة غواتيباسوا الداخلية. وتحالف هناك مع المارون الجامايكيين في المناطق الجبلية الداخلية بقيادة خوان دي بولاس وخوان دي سيراس، لشن حرب عصابات ضد الاحتلال الإنجليزي.

## العواقب
سرعان ما أُصيب الإنجليز بالمرض وتضوروا جوعًا، وأرجع بن وفينابلز معظم الحملة إلى إنجلترا في أغسطس. ولمحاكمة بن وفينابلز لمخاوفهما وعدم القبض على هيسبانيولا، ألقاها الكومنولث في برج لندن. أما الإنجليز المتبقيين فقد عانوا بشدة من المرض ونقص المؤن الكافية، ومات المئات منهم. وفي غضون عام، خُفض عدد الضباط والقوات الإنجليزية الذين شاركوا في الغزو من 7000 إلى 2500. 
سرعان ما اجتاح المرض المقاومين الإسبان أيضًا. كان سيئ الحظ دي بروينزا من أوائل الضحايا، الذي تُرك أعمى. وخلفه كريستوبال أرنالدو دي إيساسي، الذي واصل المقاومة الكبيرة غير الفعّالة مدة ثلاث سنوات أخرى.
عندما غزا الإنجليز جامايكا حرر الإسبان عبيدهم الذين فروا إلى الغابات الجبلية الداخلية، حيث أسسوا مجتمعات حرة مستقلة، وخاضوا حرب عصابات ضد الإنجليز. حاول الإسبان استعادة جامايكا مرتين خلال السنوات القليلة التالية، وتحقيقًا لهذه الغاية اعتمد إساسي على تحالفه مع المارون الإسبان.
انتهت المحاولة الأولى عندما هزم إساسي في أوتشو ريوس عام 1657. ثم جندت إسبانيا الجديدة قوة كبيرة جدًا، لكنها هُزِمت في ريو نويفو في عام 1658. غير أن الحاكم إدوارد دي أويلي نجح في إقناع أحد قادة المارون الإسبان (خوان دي بولاس) أن يبدل موقفه وينضم إلى الإنجليز مع مقاتليه المارون. وفي عام 1660، عندما أدرك إساسي أن دي بولاس قد انضم إلى الإنجليز، اعترف بأن الإسبان لم يعد لديهم فرصة لاسترداد الجزيرة؛ لأن دي بولاس ورجاله يعرفون المناطق الجبلية الداخلية أفضل من الإسبان والإنجليز. وتخلى إساسي عن أحلامه، وهرب إلى كوبا.
بعد هذه الإخفاقات، تنازلت إسبانيا في النهاية عن جامايكا وجزر كايمان إلى التاج الإنجليزي في معاهدة مدريد (1670).
بموجب الحكم البريطاني، سرعان ما تحولت جامايكا إلى ملكية مربحة للغاية، بإنتاجها كميات كبيرة من السكر للسوق المحلية ولمستعمرات أخرى في النهاية.